# Phyxium bufonium
Phyxium bufonium är en skalbaggsart som beskrevs av Francis Polkinghorne Pascoe 1864. Phyxium bufonium ingår i släktet Phyxium och familjen långhorningar. Inga underarter finns listade i Catalogue of Life.